# Dave Canterbury
David „Dave“ Michael Canterbury (* 19. September 1963) ist ein US-amerikanischer Survival-Experte, Autor und Webvideoproduzent sowie ehemaliger Abenteurer, Pfadfinder, Soldat und Doku-Moderator. Internationale Bekanntheit erlangte er durch die Reality-TV-Sendung Das Survival-Duo: Zwei Männer, ein Ziel, in welcher er von 2010 bis 2012 neben Cody Lundin Survivalsituationen darstellte.

## Biografie
Canterbury arbeitete auf einer Reptilienfarm, später als Fischer und Berufsfahrer. Von 1981 bis 1987 leistete er Dienst bei der Militärpolizei der US Army.
Von 2010 bis 2012 war Canterbury in Das Survival-Duo: Zwei Männer, ein Ziel zu sehen, wo er an der Seite von Cody Lundin als Survival-Experte zeigte, wie man in der Wildnis überlebt. 2012 musste Canterbury auf Anweisung der Produktion die Fernsehsendung verlassen.
Canterbury ist Besitzer und einer der Ausbilder der The Pathfinder School LLC im US-Bundesstaat Ohio, in der Überlebenstechniken gelehrt werden.
Nebenbei betreibt er einen YouTube-Kanal mit dem Namen wildernessoutfitters, wo verschiedene Überlebenstechniken gezeigt werden.

## Veröffentlichungen
- 2010: Survivability for the Common Man
- 2014: Bushcraft 101
- 2015: Advanced Bushcraft